# 2014 természeti katasztrófái
Ezen a lapon 2014 nagyobb természeti katasztrófái, és az adott területen a szokásostól eltérő időjárási jelenségek vannak felsorolva. A földrengések erőssége minden esetben a Richter-skálán van megadva.

## Január
- január eleje – USA, Kanada: Az országok keleti részét több mint félméteres hó lepte el, emiatt szükségállapotot rendeltek el. A viharrendszer, mely a rendkívüli hideget és havazást okozza, a Mississippi alsó folyásától az atlanti partvidékig terjed. A hóvihar következtében 20-an vesztették életüket.[1][2]

- január 9.
  - Kuba: 5,1-es erősségű földrengés a Florida-szorosnál. Az epicentrum Varaderótól 60 km-re északkeletre volt.[3]
  - Indonézia: A Sinabung vulkán egyre fokozódó aktivitása miatt 16 ember meghalt és 26 ezer embert kitelepítettek a körzetből.[4]
- január 10.
  - Argentína: Egy viharban villám csapott a strandolók közé a tengerparton, minek következtében hárman meghaltak és 22-en megsérültek.[5]
  - USA: A heves esőzések és áradások miatt két ember meghalt Floridában.[6]
- január 11.–12. – Fülöp-szigetek: Több napja tartó esőzések miatt áradások és földcsuszamlások következtek be az ország délnyugati részén, minek következtében ketten eltűntek, és több mint 2000 embert kellett kitelepíteni.[7]
- január 16. - Indonézia: Esőzések miatti árvizekben legalább 13-an meghaltak, és több mint 40 000 embert kitelepítettek Celebesz északi részén.[8]
- január 19. – Magyarország: 4,4-es erősségű földrengés Nógrád megyében, az epicentrum Cserhátsurány külterületein volt.[9]
- január 20.
  - Franciaország: Katasztrófa sújtotta övezetté nyilvánították az ország délkeleti részén lévő Var megyének azt a részét, ahol 5 napig tartó esőzések miatt áradások és földcsuszamlások következtek be.[10]
  - Új-Zéland: 6,3-es erősségű földrengés történt a fővárostól mintegy 120 kilométerre délre.[11]
- január 25. – Indonézia: 6,1-es erősségű földrengés Jáva déli részén, Krojától 41 km-re délre.[12]
- január 26. – Görögország: 5,8-es erősségű földrengés Kefalónia szigetén, Lixuri közelében.[13]
- január 29. – Olaszország: A dél-tiroli Termenóban a település melletti hegyről két szikladarab vált le, melyek közül az egyik elpusztított egy épületet és kárt tett a megművelt területben.[14]

## Február
- február 1.
  - Indonézia: A Sinabung vulkán január elejei aktivitása után ismét kitört, a hamufelhő 11 ember halálát okozta Sukameria településnél.[15]
  - Szerbia: Havazás és igen erős szél okozta hóátfúvások miatt több mint 1000 autós akadt el a Vajdaságban, és több helyen leállt az autóbusz- és vasútforgalom is, valamint a magyarországi határátkelőhelyeket is zárva tartották még február 2-án is.[16]
- február 3. – Görögország: 6,1-es erősségű földrengés Pátrától 122 km-re nyugatra.[17]
- február 4. – Magyarország: 2,1-es erősségű földrengés a Nógrád megyei Iliny község közelében.[18]
- február 8. - Japán: A megszokottnál erősebb havazás (Tokióban 27 cm, az ország északkeleti részén 35 cm) hét ember halálát, több mint ezer sérülést, áramkimaradásokat és közlekedési káoszt okozott.[19]

## Május

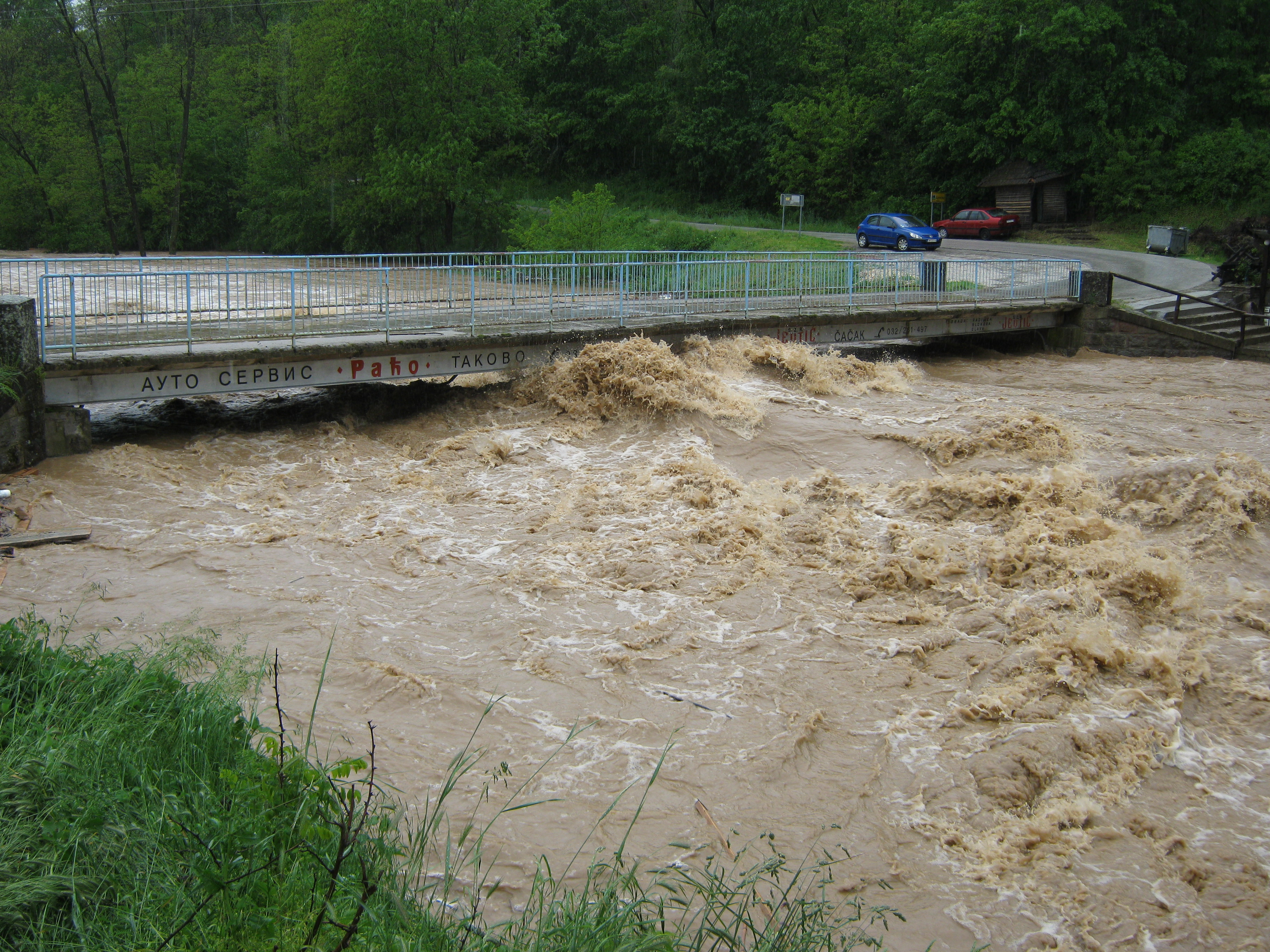
Áradás a szerbiai Gornji Milanovacban

- A hónap közepe – Délkelet-Európa: A május közepén kialakult árvizek elsősorban Szerbia, Bosznia-Hercegovina és Horvátország területén okoztak károkat. Több mint 40 ember meghalt, és több tízezer embernek kellett elhagynia az otthonát.[20][21]

## Június
- június 7. – Afganisztán: A heves esőzések miatti áradásban több mint 70-en meghaltak Baglánban.[22]
- június 19. – Bulgária: Esőzések miatti 3 napos áradásban meghalt 16 ember és több mint 300 millió eurós kár keletkezett északkelet-Bulgáriában.[23]

## Szeptember
- szeptember 27. – Japán: Kitört az Ontake-hegy, a kitörés során több mint negyvenen életüket vesztették.[24]

## November
- november 15. – Indonézia: 7,1-es erősségű rengés a Maluku-szigetek legészakabbi tagjától, Halmaherától nyugatra.[25]
- november 20. – Japán: 5,3-es erősségű rengés az ország északi részén, Fukusima közelében.[26]

## December
- a hónap második fele - Délkelet-Ázsia: Srí Lankán, Malajziában és Thaiföldön több halálos áldozattal jártak a rendkívüli esőzések és az ezek utáni áradások és földcsuszamlások. A természeti katasztrófa miatt körülbelül 1 millió embert kellett kitelepíteni ezekben az országokban.[27]